# Кастра Мартис
Кастра Мартис (лат. Castra Martis) је било римско утврђење (каструм) које се налазило на месту данашње Куле у Бугарској.
Остаци тврђаве се налазе на стрмој падини долине Војнишке реке у центру Куле која је удаљена 32 километара југозападно од Видина, а 13 километара од границе са Србијом. Град дугује своје име античкој кули која се налази у његовом центру.

## Плошлост
Након освајања територија између Старе планине и Дунава током 1. века и њиховог прикључивања провинцији Мезији, Римљани почињу са градњом Дунавског лимеса. Главни центар у области био је град Рациарија удаљен 2 километара од данашњег села Арчар. У то време у Бононији односно данашњем Видину, налазила се мала војна дивизија.
Претпоставља се да је тврђаву Кастра Мартис саградио император Диоклецијан крајем 3. и почетком 4. века, а њена намена била је заштита пута од Бононије до Сингидунума. Током 377. поред тврђаве су прошли одреди императора Грацијана на путу за Тракију, а током 408. тврђаву је на кратко освојио хунски поглавица Улдин. Током 5. века утврђење је обновио император Јустинијан I, али двадесетак година касније поново је уништена у аварској инвазији. Вековима касније, тврђаву су користили Бугари у одбрани Видинског царства.
Археолошка проучавања наводе да је тврђава изграђена из два дела, каштела и квадрибургијума (квадратно утврђење размера 40×40 метара и четири куле пречника 12,5 m). Јужно од квадрибургијума налазио се војнички камп. Вероватно за време Константина Великог и његових наследника он је био ограђен дебелим стенама од 4 метра. Зидови квадрибургијума су сачувани у висини око 2 метра, а југоисточна кула сачувана је у импозантној висини од 16,30 m. У утврђење је могло да се сиђе само са јужне стране, где се налази капија. Централна зграда утврђења изграђена је према северном зиду. У средини се налази унутрашње двориште са бунаром. Око дворишта налазе се двоспратне просторије, које су вероватно припадале команданту тврђаве. Пространа просторија северно од дворишта имала је посебне функције. Претпоставља се да су се тамо чувале војне заставе и да се тамо окупљао командни састав.
Каштел има облик неправилног четвороугаоника, који је заштићен са 7 многоугаоних кула и заузима 155 ара. Изградња кастела била је усклађена са карактеристиком терена и већ постојећим квадрибургијумом. Северозападно од тврђаве откривени су темељи римског купатила.
Током 70-тих година 19. века, етнограф и археолог Феликс Каниц по први пут спомиње место налажења тврђаве Кастра Мартис. Након много година савремена наука потврђује његову хипотезу.